# (236170) Cholnoky
(236170) Cholnoky est un astéroïde de la ceinture principale.

## Description
(236170) Cholnoky est un astéroïde de la ceinture principale. Il fut découvert le 9 novembre 2005 à Piszkesteto par Krisztián Sárneczky. Il présente une orbite caractérisée par un demi-grand axe de 2,27 UA, une excentricité de 0,13 et une inclinaison de 4,8° par rapport à l'écliptique.

## Compléments